# Södra Ängby
Södra Ängby – dzielnica (stadsdel) Sztokholmu, położona w jego zachodniej części (Västerort) i wchodząca w skład stadsdelsområde Bromma. Graniczy z dzielnicami Norra Ängby, Nockebyhov, i Blackeberg oraz przez jezioro Melar z gminą Ekerö.
Według danych opublikowanych przez gminę Sztokholm, 31 grudnia 2020 r. Södra Ängby liczyło 1728 mieszkańców. Powierzchnia dzielnicy wynosi łącznie 1,21 km², z czego 0,09 km² stanowią wody.
Na terenie dzielnicy położone są stacje Islandstorget i Ängbyplan (zielona linia (T19) sztokholmskiego metra).